# Cijoho
Cijoho is een bestuurslaag in het regentschap Kuningan van de provincie West-Java, Indonesië. Cijoho telt 8718 inwoners (volkstelling 2010).